# مایک اسمیت (طبل‌زن)
مایک اسمیت (انگلیسی: Mike Smith؛ زادهٔ ۱۶ ژوئیهٔ ۱۹۷۰) طبل‌زن، و موسیقی‌دان اهل ایالات متحده آمریکا است.